# Зубцов, Александр Егорович
Александр Егорович Зубцов (26 апреля 1926 — 27 июня 1998) — передовик советского сельского хозяйства, председатель колхоза «Ленинский путь» Почепского района Брянской области, Герой Социалистического Труда (1971).

## Биография
Родился 26 апреля 1926 года в деревне Старокрасная Слобода Почепского района Брянской области в многодетной русской семье крестьянина. Обучался в Старо-Краснослободской средней школе. В 1939 году умерла мать. В начале Великой Отечественной войны по первому призыву ушли на фронт его отец и старший брат. В 14 лет он стал кормильцем для своих младших сестрёнки и двух братьев. Ворвавшись в их село фашисты сожгли родной дом. 
В апреле 1942 года вступил в партизанский отряд Фурманова. Был разведчиком, минёром, принимал участие во многих боевых операциях. В одном из боёв был ранен, вследствие чего лишился зрения на один глаз. После освобождения Брянской области, в сентябре 1943 года жители п. Хлебороб избирают его в 17 лет председателем колхоза «Красный Хлебороб».
В 1949 году был направлен на учёбу в Государственную школу по подготовке руководящих кадров колхозов, по окончании которой он получил специальность агронома-организатора сельскохозяйственного производства. В 1952 году избран председателем колхоза «Победитель» Бакланского сельского Совета, где он проработал до апреля 1958 года.  24 апреля 1958 года ему доверяют отстающий и самый большой по площади в Почепском районе колхоз «Ленинский путь». Из 55 председательских лет 40 лет он был бессменным руководителем этого хозяйства.     
Указом Президиума Верховного Совета СССР от 28 апреля 171 года за выдающиеся успехи, достигнутые в деле увеличения производства зерна и других продуктов сельского хозяйства Александру Егоровичу Зубцову присвоено звание Героя Социалистического Труда с вручением ордена Ленина и золотой медали «Серп и Молот».
Избирался членом Российского совета колхозов, депутатом Брянского областного Совета народных депутатов.
Проживал в Почепском районе Брянской области. Колхоз сдал 24 июня 1998 года. Через два дня, 27 июня, умер. 

## Награды
За трудовые успехи удостоен:
- золотая звезда «Серп и Молот» (08.04.1971)
- орден Ленина (08.04.1971)
- Орден Отечественной войны I и II степени
- Орден Трудового Красного Знамени
- Медаль «Партизану Отечественной войны»
- Медаль «За победу над Германией в Великой Отечественной войне 1941—1945 гг.»
- другие медали.

- Почётный гражданин Брянской области (сентябрь 1994).